# Franz von Hopfen
Franz von Hopfen (3. května 1825 Vídeň – 18. března 1901 Baden) byl rakouský finančník a politik německé národnosti z Moravy, v 2. polovině 19. století poslanec Říšské rady.

## Biografie
Vystudoval práva na Vídeňské univerzitě. Převzal pak správu rodinného statku v jihomoravské Miroslavi. Věnoval se studiu národohospodářství. V roce 1861 se stal důvěrníkem hypotečního oddělení Národní banky. V roce 1864 se stal ředitelem finančního ústavu Bodencreditanstalt, který pod jeho vedením získal značný vliv. Zasedal také na postu prezidenta správní rady uhelných dolů v Trbovlje. Od roku 1867 byl viceprezidentem a od roku 1874 prezidentem správní rady železniční společnosti Österreichische Südbahn.
Po obnovení ústavní vlády se zapojil i do politiky. V zemských volbách na Moravě v březnu 1861 se stal poslancem Moravského zemského sněmu za kurii velkostatkářskou, II. sbor. Zemský sněm ho roku 1861 delegoval i do Říšské rady (tehdy ještě volené nepřímo) za Moravu (kurie velkostatkářská). Opětovně byl zemským sněmem do Říšské rady delegován v roce 1867 (23. září 1867 složil slib). 9. června 1863 a znovu v roce 1867 byl zvolen i místopředsedou Poslanecké sněmovny Říšské rady a ve funkci byl potvrzen i v roce 1869. Opětovně byl zemským sněmem vyslán do Říšské rady roku 1870 a 1871 (v roce 1871 již ovšem coby delegát Dolnorakouského zemského sněmu). V letech 1870–1873 byl předsedou Poslanecké sněmovny Říšské rady. Poslanecký mandát získal i v prvních přímých volbách do Říšské rady roku 1873, opět za velkostatkářskou kurii na Moravě. K roku 1861 se uvádí jako statkář, bytem ve Vídni.
V Říšské radě i na Moravském zemském sněmu patřil k takzvané Straně středu, která sdružovala některé velkostatkářské politiky, kteří odmítali jak historický federalismus a koordinaci s českým národním hnutím u Strany konzervativního velkostatku, tak provídeňský a proněmecký liberalismus Strany ústavověrného velkostatku. V moravských podmínkách ovšem tito centristé tíhli spíše k ústavověrnému velkostatku.
Po burzovní krizi roku 1873 omezil své finanční aktivity a po roce 1879 se stáhl i z aktivní politiky. V roce 1880 rezignoval na funkci ve vedení Bodencreditanstaltu (zůstal ovšem až do roku 1892 v správní radě této banky), odešel i z vídeňského bankovního spolku.
V roce 1860 byl povýšen do šlechtického stavu. V únoru 1863 mu byl udělen Řád železné koruny a tudíž titul rytíře. Roku 1873 pak získal titul barona.